# Установка підготовки газу Акшабулак
Установка підготовки газу Акшабулак – складова облаштування групи родовищ, виявлених на півдні Казахстану.
У 2000-х роках спільне казасько-китайське підприємство "Казгермунай" почало розробку групи нафтових родовищ Акшабулак. Оскільки при цьому отримують значні обсяги попутного газу, до комплексу облаштування промислу увійшла установка його підготовки, яка стала до ладу в 2005 році. Вона була здатна приймати 324 млн м3 на рік та видавати до 250 млн м3 товарного газу і 60 тисяч тон зріджених вуглеводневих газів – пропан-бутанової фракції та газового конденсату. При цьому установка також має деетанайзер, проте відділений від фракції С3+ етан додається до товарного газу.
Первісно до установки підключили розташовані в безпосередній близькості Акшабулак Центральный, Акшабулак Південний та Акшабулак Східний. В подальшому на установку підготовки Акшабулак подали ресурс з родовищ Нурали (від якого у 2011-му проклали газопровід завдовжки 33 км та діаметром 219 мм) та Аксай/Південний Аксай (діаметр 325 мм). При цьому в Акшабулаці у 2011-му запустили другу чергу установки підготовки, яка довела загальну потужність комплексу по прийому до 550 млн м3 на рік із видачею до 440 млн м3 товарного газу та 143 тисяч тон зріджених вуглеводневих газів.
Видача товарного газу відбувається по трубопроводу Акшабулак – Кизилорда. Крім того, частину ресурсу споживає споруджена на самому промислі ТЕС Акшабулак.
Для зберігання зріджених вуглеводневих газів наявні 16 сферичних резервуарів об’ємом по 200 м3.